# 237-я стрелковая дивизия (1-го формирования)
237-я стрелковая дивизия — воинское соединение Вооружённых Сил СССР в Великой Отечественной войне

## История
Дивизия сформирована в марте 1941 года в Карелии (Петрозаводск, Медвежьегорск, Нурмолицы) в ЛВО.
В действующей армии с 22.06.1941 по 09.09.1941 года.
На 27.06.1941 года дислоцировалась в Лоймоле, находясь в резерве фронта. В боях с финскими войсками не участвовала. В начале июля 1941 года была переброшена на другой участок фронта, 07.07.1941 года последние эшелоны с дивизией отправились со станции Лоймола, в район Лужского рубежа.
11-12.07.1941 года заняла позиции в районе города Сольцы, северо-восточнее села Городище в 20 км северо-западнее города Сольцы, прикрывая дорогу Городище — Уторгош. 13.07.1941 года части дивизии участвовали в контрударе соединений на Сольцы, продвинулись на юго-запад. Затем была вынуждена отступить и в начале августа 1941 года занимала позиции в районе деревни Менюша в 14 километрах севернее города Шимск. Окружена в том районе 13.08.1941, вышла остатками из него, откатывалась на север в течение августа 1941 года из района Шимска в сторону Чудово — Любань. На 29.08.1941 в дивизии насчитывалось всего 1900 человек.
В сентябре 1941 года, дивизия была расформирована, а оставшийся личный состав влит в 70-ю стрелковую дивизию.

## Состав
- 835-й стрелковый полк
- 838-й стрелковый Краснознамённый полк
- 841-й стрелковый полк (командир — майор Змеев Андрей Сергеевич)
- 691-й артиллерийский полк
- 715-й гаубичный артиллерийский полк
- 5-й отдельный противотанковый дивизион
- 298-й отдельный зенитный артиллерийский дивизион
- 270-й отдельная разведывательный батальон
- 367-й отдельный сапёрный батальон
- 574-й отдельный батальон связи
- 395-й медико-санитарный батальон
- 237-я отдельная рота химической защиты
- 705-я автотранспортный батальон
- 490-я полевая хлебопекарня
- 492-й дивизионный ветеринарный лазарет
- 682-я полевая почтовая станция
- 555-я полевая касса Госбанка

## Подчинение
| Дата            | Фронт (округ)         | Армия                           | Корпус                 | Примечания                                            |
| --------------- | --------------------- | ------------------------------- | ---------------------- | ----------------------------------------------------- |
| 22.06.1941 года | Северный фронт        | 7-я армия                       | -                      | -                                                     |
| 01.07.1941 года | Северный фронт        | 7-я армия                       | -                      | -                                                     |
| 10.07.1941 года | Северо-Западный фронт | 11-я армия                      | 16-й стрелковый корпус | с 17.07.1941 в составе 27-й армии                     |
| 01.08.1941 года | Северо-Западный фронт | Новгородская оперативная группа | 16-й стрелковый корпус | -                                                     |
| 01.09.1941 года | Ленинградский фронт   | 48-я армия                      | -                      | -                                                     |
| 09.09.1941 года |                       |                                 | -                      | выведена из состава действующей армии, расформирована |

## Командиры
- Попов, Дмитрий Фёдорович (14.03.1941 — 19.07.1941), генерал-майор (снят, осуждён);
- Носков, Василий Викторович (20.07.1941 — 09.09.1941), полковник;?
- Тишинский, Вацлав Янович (17.07.1941-погиб 19.08.1941 в д. Люболяды, Новгородского района, Новгородской области), полковник;
- Королёв, Александр Игнатьевич (10.09.1941 — 17.09.1941), полковник.